# 三菱・ギャランΛ
ギャランΛ（ギャラン ラムダ、GALANT Lambda）は、三菱自動車工業が製造・販売していた、2ドアハードトップである。ギャラン店で販売されていたこのギャランΛに対し、1978年に新設された『カープラザ店』から発売されたエテルナΛ（当初の車名は『ギャランΛエテルナ』）は、バッジやグリル、灯火類のデザイン違いの姉妹車である。　

## 初代（1976年-1980年）A121A/A123A/A131A/A133A/A135A型
- 1976年11月 - ギャランGTO・ギャランハードトップの後継車として発売。当初は先代と同じ4G52型アストロンSOHCエンジンを搭載した2000ccモデル(A123A)のみであった。MCA51により昭和51年排出ガス規制に適合。
- 1977年6月 - 4G32型サターンエンジンを搭載した1600SL/1600GS発売。SLは昭和53年排出ガス規制適合(A131A)・サイレントシャフトのG32B、GSは51年規制適合の4G32ツインキャブ(A121A)であった。
- 1977年6月 - 2000ccモデルがGSRを除いて53年規制に適合、A133A型へと型式変更。
- 1978年3月 - 姉妹車のギャランΛエテルナ（後のエテルナΛ）発売。
  - 4月 - 51年規制のみ適合の1600GS/2000GSRが廃止となる。
  - 11月 - 一部変更。
- 1979年3月 - 2000スーパーツーリング発売。
  - 5月 - ギャラン系初の3ナンバーとなる2600スーパーツーリング発売。2555ccのG54Bエンジン搭載(A135A)。
  - 7月 - 一部変更

当時のアメリカ製クーペ等に影響されつつ、角形四灯ヘッドライト（日本車としては初の採用）やサイドに折れ曲がったリアウィンドウを採用した直線的スタイルで、内装でも、国産車初採用となった一本スポークのステアリングホイールとも相まって、斬新な印象を人々に与え、先行発売のギャランΣ同様当時の三菱の花形車種の一つとなった。
計器類では6連メーターを装備していた。左側からエンジンオイル油圧計、バッテリー電流計、冷却水温度計、速度計、エンジン回転計、燃料計である。
機構面では、前輪ストラット、後輪4リンク式固定軸のサスペンションを含めて、4ドアのギャランΣと同一だが、トレッドが前後輪とも拡幅され、ブレーキが4輪ともディスク式となっていた。
日本国外へは三菱・サッポロ（札幌オリンピックにちなんで命名）、三菱・スコーピオンの名前で輸出されたほか、当時の提携先であったクライスラーへもOEM供給され、プリムス・サッポロ、ダッジ・チャレンジャーとして販売された。

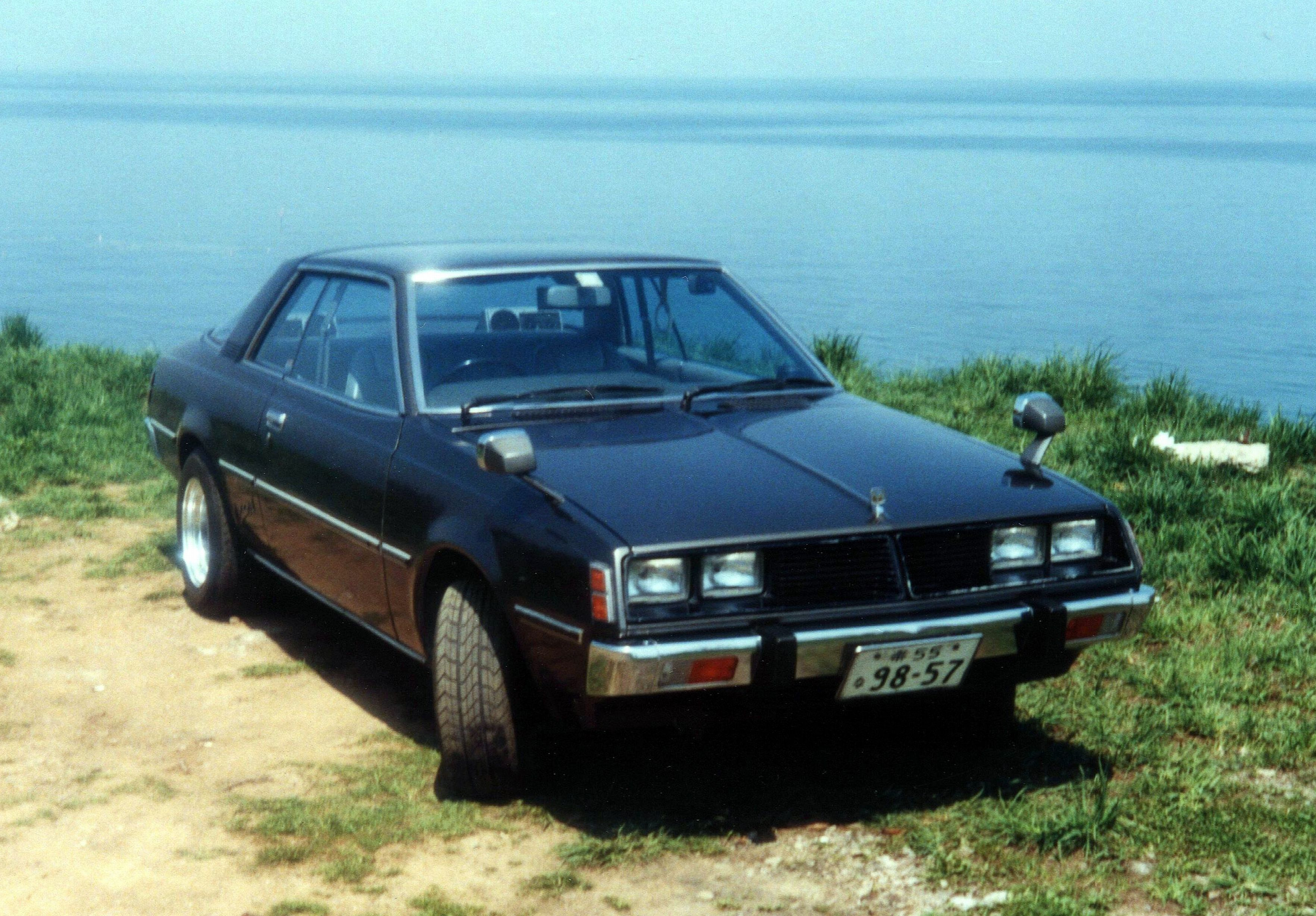
1600SL フロント
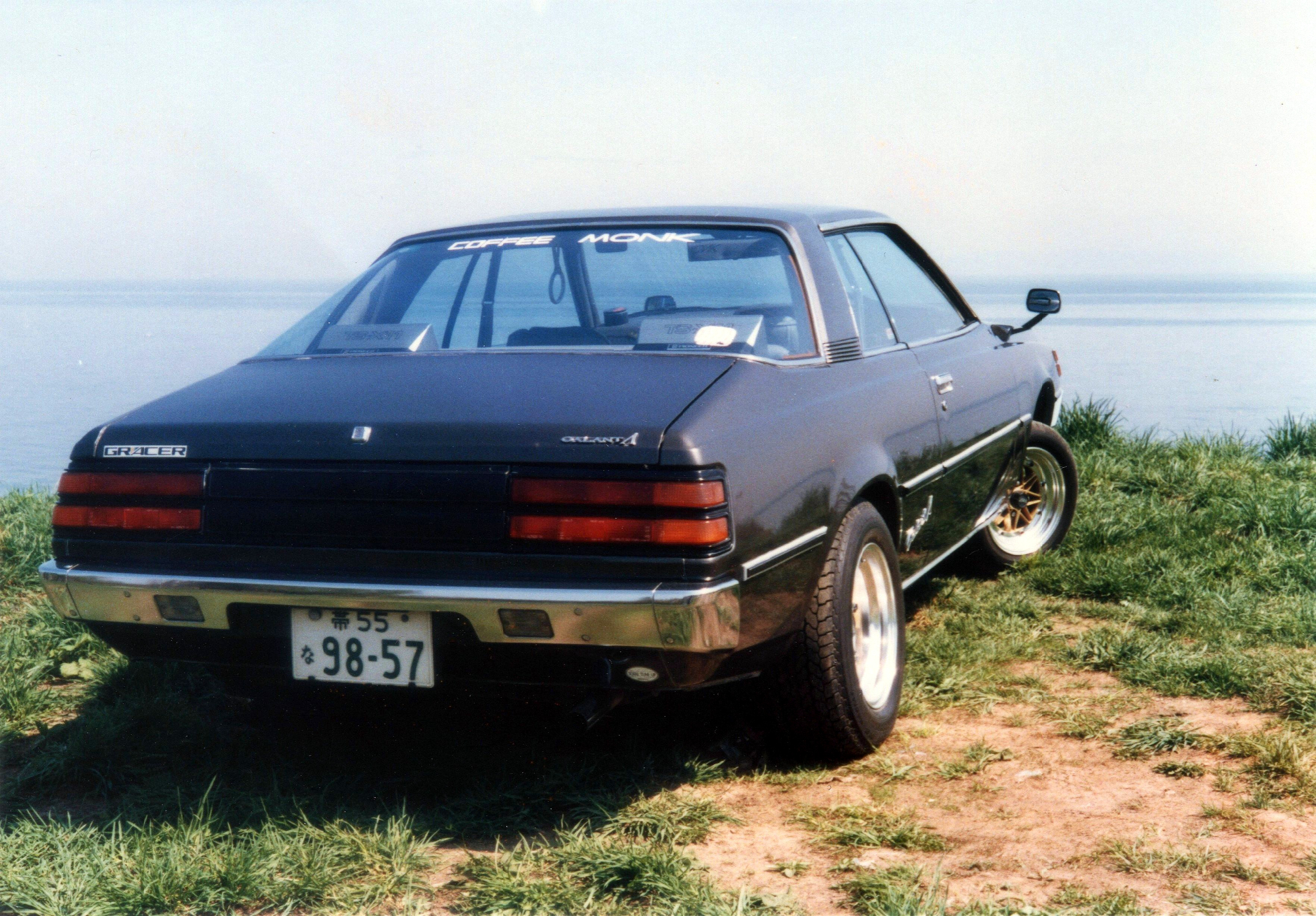
1600SL リア
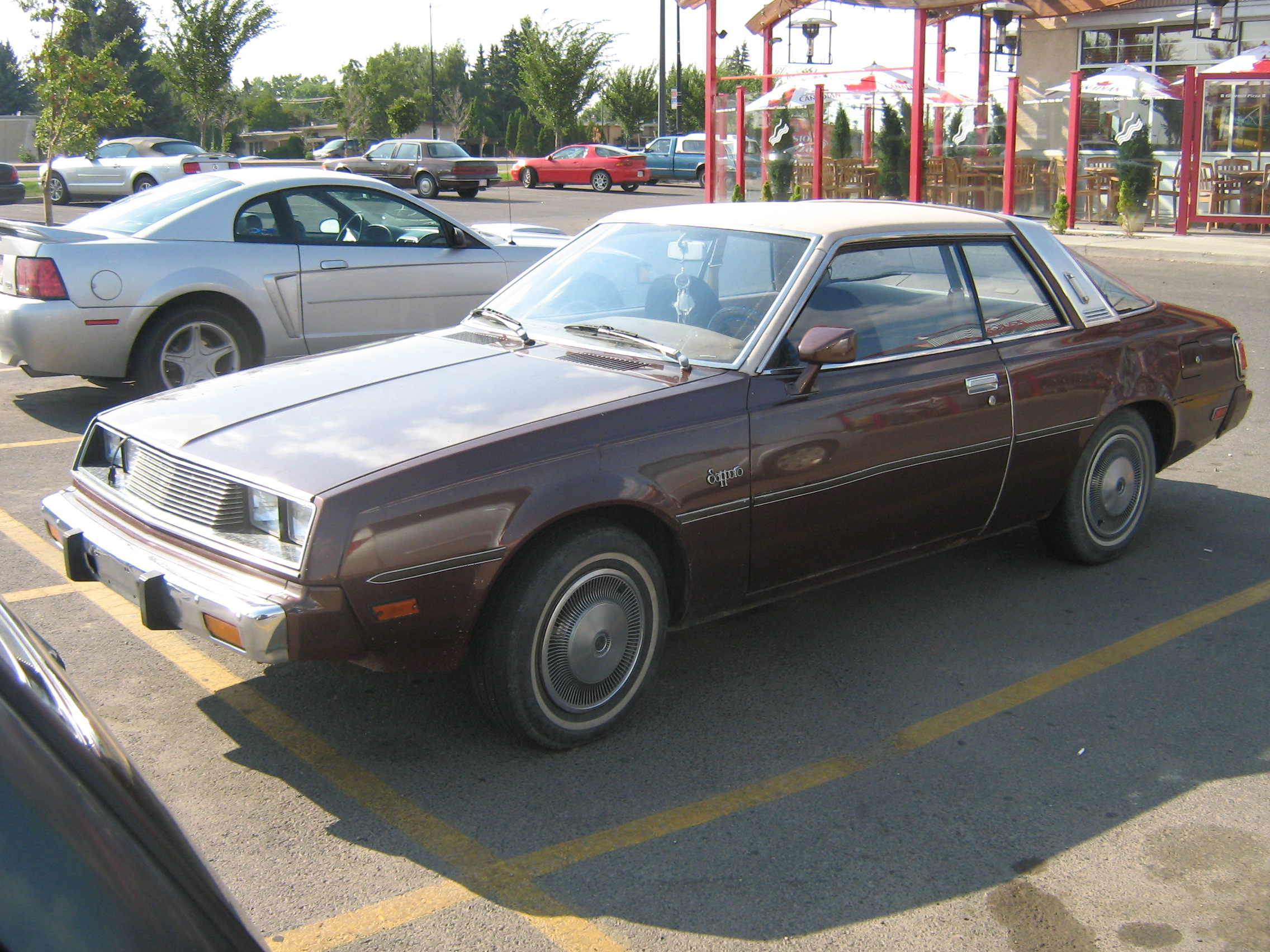
プリムス・サッポロ

## 2代目（1980年-1984年）A162A/A163A/A164A/A166A/A167A型
- 1980年5月 - フルモデルチェンジ。G62B型1800cc(A162A)、G63B型2000cc(A163A)、ECI仕様G63B搭載の2000GSR(A164A)、G54B型2600cc(A166A)、4D55型2300ccディーゼル(A167A)がラインナップ。自動車排出ガス規制はMCA-JETで53年規制に適合。
  - 11月 - 2000ターボ発売。2600cc、2000ccECIが廃止。
- 1981年4月 - 2000ターボAT発売。
  - 5月 - ロイヤルECI(A164A)と2300ディーゼルターボCX・AT発売。
  - 11月 - マイナーチェンジで車種編成を縮小する。
- 1982年11月 - 一部変更。
- 1983年10月 - 一部変更。
- 1984年10月 - 販売終了。三菱・ギャランΣハードトップおよび三菱・スタリオンが後継車種となる[1]。

全長、およびホイールベースの数値の違いを除き、初代モデルのスタイリングをほぼそのまま継承、異型ヘッドライト採用やメッキ部品の抑制でよりモダナイズされていた。また、それまでの『ギャランΛエテルナ』は『エテルナΛ』と改名。また、2ドアのスペシャリティーカーであるものの2代目Λにはディーゼルエンジン搭載車も存在する。足回りは上位モデルのGSR(A164A)とロイヤル(A166A)のみ前後ストラット四輪独立懸架、それ以外の普及モデルはリア4リンクコイル式固定軸という構成で、後輪駆動の三菱・スタリオンでも極初期には同様の足回り構成が見られた。
発売初期のイメージキャラクターに女優の樹れい子が起用された。

## 車名の由来
- 「ギャラン」は、フランス語の「勇ましい、華麗な」という意味。
- 「Λ」はアルファベットの「L」に相当する文字で、「ラグジュアリーカー」としての意味合いを持つ。